# Географія Одеської області
Географія Одеської області - географія найбільшої за площею адміністративної одиниці України.

## Розташування
| ① ② ③ |

Вінницька та Кіровоградська  область межує  на півночі з Одеською, а на сході — з Миколаївська областю, на заході — з Молдовою, а на південному заході — з Румунією. Геополітичне розташування Одещини обумовлене як вигідним транспортно-географічним розміщенням,  зростаючою активізацією .Також  участь у великих європейських міжрегіональних організаціях — Асамблеї європейських регіонів і Робітничої співдружності придунайських країн.

## Клімат
Помірно континентальний зі спекотним сухим літом і м’якою малосніжною зимою. Середня температура липня +21°C на півночі і +24°C на півдні, січня –5°C на півночі і –2°C на півдні. Опади випадають більше влітку, часто у вигляді злив. У південній частині області бувають посухи.

## Населення
За результатами Всеукраїнського перепису населення кількість міського населення становила 1 млн. 625 тис. осіб, а 65,8% сільського — 844 тис. осіб, 34,2%.
Особливістю національного складу населення Одеської області є його багатонаціональність,  на території області проживають представники 133 національностей і народностей. У національному складі населення переважна більшість українців,  яких становила 1542,3 тис. осіб, або 62,8% від загальної кількості населення.

## Адміністративний устрій
Склад області:
- районів — 7;
- районів у містах — 4;
- населених пунктів — 1176, в тому числі:
  - міського типу — 52, в тому числі:
    - міст — 19;
    - селищ міського типу — 33;

  - сільського типу — 1124, в тому числі:
    - сіл — 1101;
    - селищ — 23.

## Природа

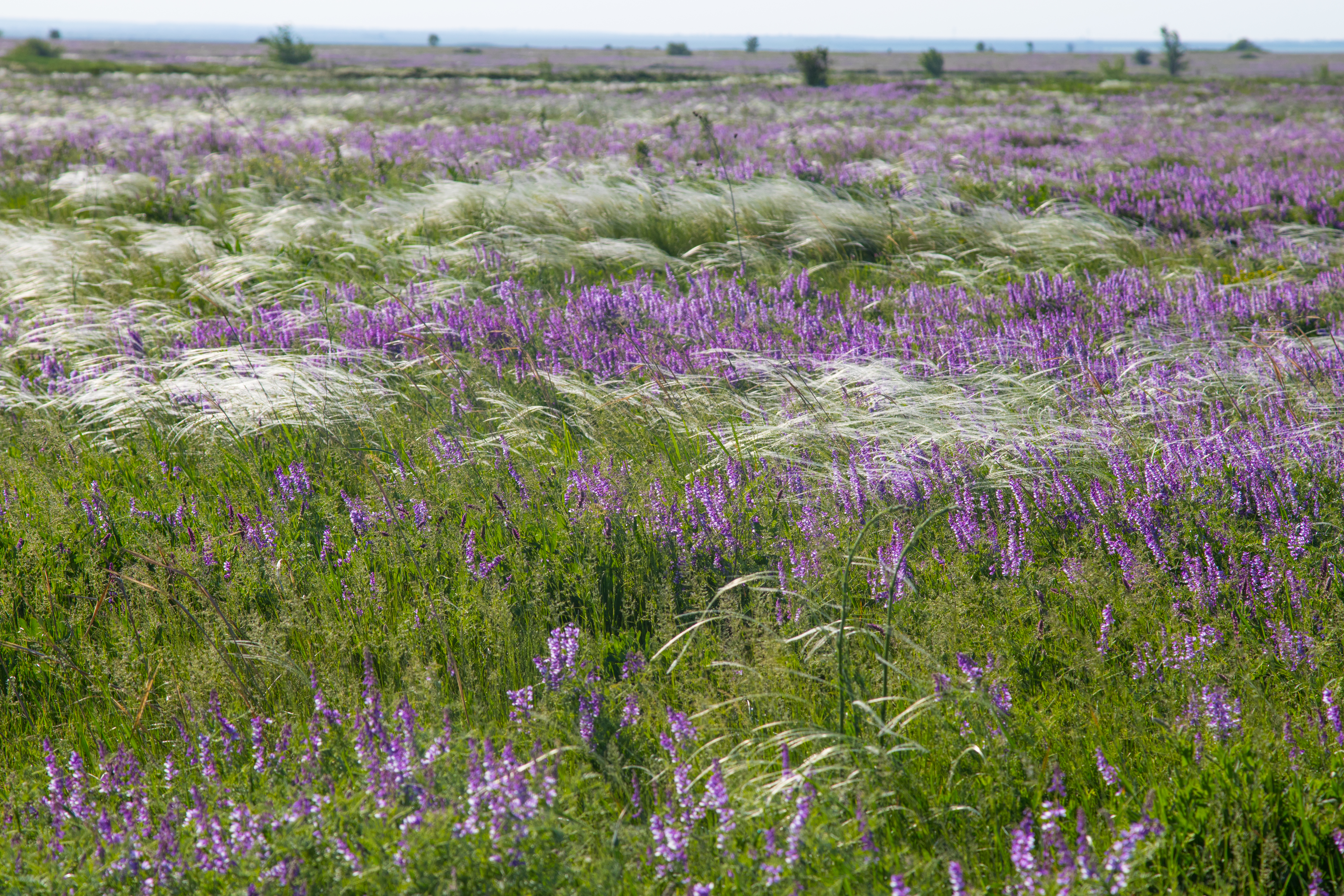
Тарутинський степ

На території області розташовано ряд великих об'єктів природно-заповідного фонду регіонального, національного і міжнародного масштабу. 
У пониззі великих річок Дунаю , Дністру і лиманів, на морських узбережжях і в шельфовій зоні розташовані високоцінні й унікальні природні комплекси, водно-болотні угіддя, екосистеми, що формують високий біосферний потенціал регіону, який має національне і міжнародне значення.